# Association pour la préservation du matériel ferroviaire savoyard
 (octobre 2024).
La mise en forme du texte ne suit pas les recommandations de Wikipédia : il faut le « wikifier ».
Les points d'amélioration suivants sont les cas les plus fréquents. Le détail des points à revoir est peut-être précisé sur la page de discussion.
- Les titres sont pré-formatés par le logiciel. Ils ne sont ni en capitales, ni en gras.
- Le texte ne doit pas être écrit en capitales (les noms de famille non plus), ni en gras, ni en italique, ni en « petit »…
- Le gras n'est utilisé que pour surligner le titre de l'article dans l'introduction, une seule fois.
- L'italique est rarement utilisé : mots en langue étrangère, titres d'œuvres, noms de bateaux, etc.
- Les citations ne sont pas en italique mais en corps de texte normal. Elles sont entourées par des guillemets français : « et ».
- Les listes à puces sont à éviter, des paragraphes rédigés étant largement préférés. Les tableaux sont à réserver à la présentation de données structurées (résultats, etc.).
- Les appels de note de bas de page (petits chiffres en exposant, introduits par l'outil «  Source ») sont à placer entre la fin de phrase et le point final[comme ça].
- Les liens internes (vers d'autres articles de Wikipédia) sont à choisir avec parcimonie. Créez des liens vers des articles approfondissant le sujet. Les termes génériques sans rapport avec le sujet sont à éviter, ainsi que les répétitions de liens vers un même terme.
- Les liens externes sont à placer uniquement dans une section « Liens externes », à la fin de l'article. Ces liens sont à choisir avec parcimonie suivant les règles définies. Si un lien sert de source à l'article, son insertion dans le texte est à faire par les notes de bas de page.
- La présentation des références doit suivre les conventions bibliographiques. Il est recommandé d'utiliser les modèles {{Ouvrage}}, {{Chapitre}}, {{Article}}, {{Lien web}} et/ou {{Bibliographie}}. Le mode d'édition visuel peut mettre en forme automatiquement les références.
- Insérer une infobox (cadre d'informations à droite) n'est pas obligatoire pour parachever la mise en page.

Pour une aide détaillée, merci de consulter Aide:Wikification.
Si vous pensez que ces points ont été résolus, vous pouvez retirer ce bandeau et améliorer la mise en forme d'un autre article.
 (août 2024).
L’Association pour la préservation du matériel ferroviaire savoyard (APMFS) est une association qui a pour objet d’assurer la préservation des véhicules ferroviaires dont les locomotives et voitures voyageurs ayant un rapport avec l’histoire du rail en Savoie. L’association a pour objectif la restauration et l’entretien de ces matériels pour le mettre en état de présentation et de fonctionnement et de perpétuer un devoir de mémoire tant social que technique.
L'association est reconnue d’intérêt général.
Elle est répartie sur deux sites :
- La rotonde ferroviaire de Chambéry : qui est à la fois un site de maintenance et de stockage sur 4 voies mais aussi de présentation au sein du Centre d’Interprétation de l’Architecture et du Patrimoine (CIAP). Ce dernier est ouvert au public toute l’année par des visites guidées organisées par l’office de tourisme de Chambéry. C’est aussi le siège administratif de l'APMFS.
- La rotonde d'Ambérieu-en-Bugey : c’est le principal lieu de stockage et de maintenance de l'association avec 17 voies couvertes. La rotonde n’est plus exploitée par la SNCF, l’APMFS en est le locataire exclusif. La rotonde et l’ensemble du dépôt ne sont pas ouverts au public.

## Histoire

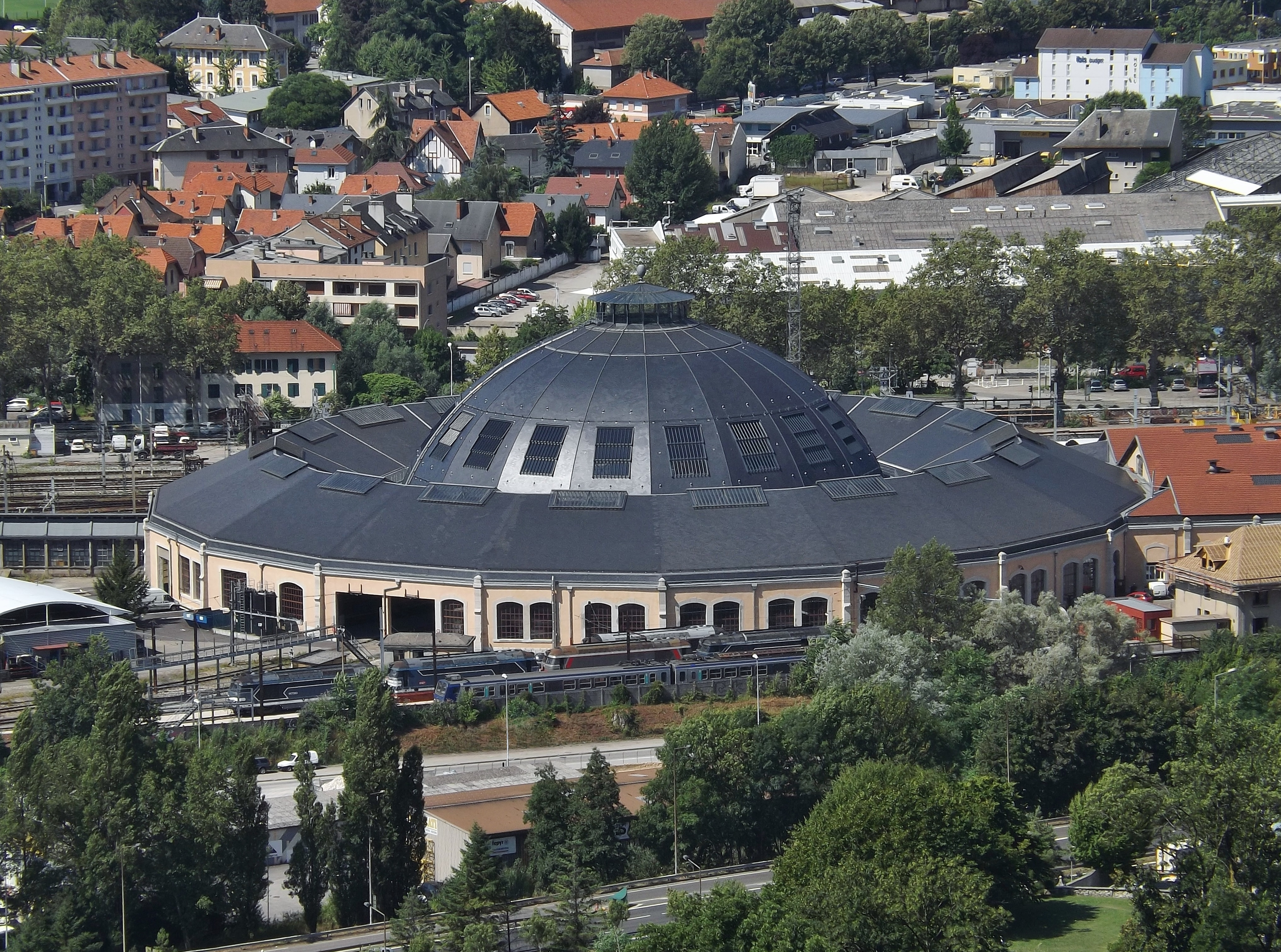
Rotonde ferroviaire de Chambéry

À sa création le 11 juillet 2002, l’association se donne pour objectif initial de préserver la locomotive 2CC2 3402, de retour dans son dépôt d’attache. Deux matériels supplémentaires, la CC 20001 ainsi qu’une voiture OCEM (prototype de la série) font ensuite l’objet d’actions de préservation, en 2005/2006. Après une restauration de l’extérieur effectuée par les ateliers SNCF d’Oullins, l’association s’occupe de restaurer l’intérieur. Dans un souci de concentrer en un même lieu la plupart du matériel préservé, et notamment les voitures, l’association loue la rotonde d’Ambérieu-en-Bugey à partir du 1er novembre 2008. Deux ans plus tard, le 18 octobre 2010, l’association opère pour la première fois sur le réseau ferré national, en faisant circuler une locomotive préservée par ses soins, la CC 6558, sur un train entre Chambéry et Modane. Depuis, l’association engrange du matériel (voir liste ci-dessous) et le restaure au fil du temps pour le mettre en état de présentation puis en état technique de le faire rouler.

## Les collections
Les listes suivantes ne sont pas exhaustives et devront être complétées ou actualisées au fil du temps (dernière actualisation en novembre 2024) :

### Locotracteurs et draisines
| Matricule                 | Constructeur et date                        | État actuel  | Origine et informations techniques | Photo |
| ------------------------- | ------------------------------------------- | ------------ | --- | ----- |
| SACM no 576               | SACM, 1927                                  |              | - 5,30 m, 00,0 t, vitesse maximum : 00 km/h. - Type M260C - Puissance : 100 ch (75 kW) - Tension : 600V continu - Alimentation par perche type trolley. |       |
| État Y-BE-15053           | Berliet, 1937                               |              | - Type RLD 50 - 6,93 m, 15,5 t, vitesse maximum : 50 km/h. - Motorisation : Berliet à 4 cylindres en ligne de 55 ch (40 kW). |       |
| SNCF Y-6230               | Établissements Baudet, Donon, Roussel, 1950 | Opérationnel | - 8,9 m, 32 t, vitesse maximum (petit/grand régime) : 20 km/h/60 km/h. - Motorisation : SSCM Poyaud 6PDT à 6 cylindres en ligne de 160 ch (118 kW). - Radié le 30 juin 1993. - Arrivée dans l'asbl en juin 2024 (en provenance de la resserve de la Cité du Train à Mohon). - Propriété de la SNCF, mise à disposition sous convention. |       |
| SNCF Y-7837               | Constructeur inconnu, 1971                  |              | - 8,94 m, 32 t, vitesse maximum : 60 km/h. - Motorisation : SSCM Poyaud 6PZT à 6 cylindres en ligne de 207 ch. - Radié le 27 décembre 2013. - Utilisé par l’asbl pour les manœuvres au dépôt d’Ambérieu-en-Bugey. - Propriété de la SNCF, mise à disposition sous convention.                                                           |       |
| SNCF Draisine DU49 4M-052 | Constructeur et date inconnus.              |              | |       |

### Autorail
| Matricule                        | Constructeur et date                               | État actuel                         | Origine et informations techniques | Photo |
| -------------------------------- | -------------------------------------------------- | ----------------------------------- | --- | ----- |
| SNCF Z-7133 + remorque ZRx 17133 | Decauville, De Dietrich, Oerlikon et Jeumont, 1963 | Hors service (exposition statique). | - 26,13 m, 58 t, vitesse maximum : 130 km/h. - Puissance : 940 kW - Tension : 1,5 kV continu - Capacité : 12 places en 1re classe et 58 places + 6 strapontins en 2e classe. - Radiée le 5 juillet 2006. - Surnom de série : Zézette - Arrivée dans l'asbl en janvier 2024 (en provenance de la resserve de la Cité du Train à Mohon). - Propriété de la SNCF, mise à disposition sous convention. |       |

### Locomotives électrique
| Matricule        | Constructeur et date                                                                                             | État actuel                         | Origine et informations techniques | Photo |
| ---------------- | --- | ----------------------------------- | --- | ----- |
| PLM 2CC2 - 3402  | Société de Construction des Batignolles et Oerlikon, 1929                                                        | Hors service (exposition statique). | - 23,80 m, 158,25 t, vitesse maximum : 130 km/h. - Puissance : 4170 ch (3 067 kW) - Tension : 1,5 kV continu - Propriété de la SNCF, mise à disposition sous convention. |       |
| SNCF BB 9269     | Creusot-Loire, Jeumont-Schneider et la Cie Électro-Mécanique, 1960                                               | Hors service (exposition statique). | - 16,2 m, 82,8 t, vitesse maximum : 160 km/h. - Puissance : 3 850 kW - Tension : 1,5 kV continu - Radiée le 7 juillet 2009. - Surnom de la série : BB Jacquemin - Propriété de la SNCF, mise à disposition sous convention. - Immatriculation UIC : 91 87 100 9269-6 F-APMFS. |       |
| SNCF BB 9284     | Creusot-Loire, Jeumont-Schneider et la Cie Électro-Mécanique, 1962                                               | Hors service (exposition statique). | - 16,2 m, 82,8 t, vitesse maximum : 160 km/h. - Puissance : 4 240 kW - Tension : 1,5 kV continu - Surnom de la série : BB Jacquemin - Radiée le 12 août 2011. - Arrivée dans l'asbl en janvier 2024 (en provenance de la resserve de la Cité du Train à Mohon). - Propriété de la SNCF, mise à disposition sous convention. |       |
| SNCF BB 25188    | Matériel de Traction Électrique, 1977                                                                            | Opérationnelle                      | - 16,73 m, 87 t, vitesse maximum : 130 km/h. - Puissance sous 1,5 kV continu : 3 400 kW - Puissance sous 25 kV 50 Hz : 4 130 kW - Surnom de la série : BB Jacquemin - Radiée le 16 décembre 2013. - Propriété de la SNCF, mise à disposition sous convention. - Apte à circuler sur le réseau ferré national. - Immatriculation UIC : 91 87 10 25188-8 F-APMFS.                                                                           |       |
| SNCF CC 7002     | Alsthom, 1949 | Hors service (exposition statique). | - 18,83 m, 112 t, vitesse maximum : 140 km/h. - Puissance : 3 200 kW - Tension : 1,5 kV continu - Radiée le 30 décembre 2000. - Propriété de la SNCF, mise à disposition sous convention. - Immatriculation UIC : 91 87 100 7002-3 F-APMFS. |       |
| SNCF CC 7102     | Alsthom, Fives-Lille et la Cie Électro-Mécanique, 1952                                                           | Opérationnelle                      | - 18,92 m, 102 t, vitesse maximum : 160 km/h. - Puissance : 3 490 kW - Tension : 1,5 kV continu - Radiée le 28 décembre 2001. - Propriété de la SNCF, mise à disposition sous convention. - Immatriculation UIC : 91 87 100 7102-1 F-APMFS. |       |
| SNCF CC 7106     | Alsthom, Fives-Lille et la Cie Électro-Mécanique, 1952                                                           |                                     | - 18,92 m, 102 t, vitesse maximum : 160 km/h. - Puissance : 3 490 kW - Tension : 1,5 kV continu - Radiée le 19 avril 1999. |       |
| SNCF CC 6549     | Alsthom et le Matériel de Traction Électrique, 1971                                                              | Opérationnelle                      | - 20,19 m, 118 t, vitesse maximum (marchandises / voyageurs) : 100 km/h / 200 km/h. - Puissance : 5 900 kW - Tension : 1,5 kV continu - Radiée le 05 juillet 2007. - Propriété de la SNCF, mise à disposition sous convention. - Apte à circuler sur le réseau ferré national. - Immatriculation UIC : 91 87 100 6549-4 F-APMFS. - La CC 6561 a également été confiée à l’APMFS mais pour servir de réserve de pièces inter-associations. |       |
| SNCF CC 6558     | Alsthom et le Matériel de Traction Électrique, 1972                                                              | Hors service                        | - 20,19 m, 118 t, vitesse maximum (marchandises / voyageurs) : 100 km/h / 200 km/h. - Puissance : 5 900 kW - Tension : 1,5 kV continu - Radiée le 30 juin 2007. - Propriété de la SNCF, mise à disposition sous convention. - Apte à circuler sur le réseau ferré national. - Immatriculation UIC : 91 87 100 6558-5 F-APMFS. |       |
| SNCF CC 20001    | Société Suisse pour la construction de Locomotives et de Machines et les Ateliers de construction Oerlikon, 1950 | Hors service (exposition statique). | - 17,25 m, 104 t, vitesse maximum : 100 km/h. - Puissance sous 1,5 kV continu : 316 kW - Puissance sous 25 kV 50 Hz : 3 177 kW - Tension : 1,5 kV continu / 25 kV 50 Hz - Mise en amortissement le 24 avril 1980, radiée le 31 décembre 1980. - Propriété de la SNCF, mise à disposition sous convention. |       |
| CFF Ee 934 555-4 | SLM-SAAS, 1964 - 1985                                                                                            | Hors service (exposition statique). | - Propriété de l'Association pour la Préservation du Matériel Ferroviaire Savoyard (APMFS). |       |
| CFF Ee 934 556-2 | SLM-SAAS, 1964 - 1985                                                                                            | Hors service (exposition statique). | - Propriété de l'Association pour la Préservation du Matériel Ferroviaire Savoyard (APMFS). |       |
| CFF Ee 934 553-9 | SLM-SAAS, 1964 - 1985                                                                                            | Hors service (exposition statique). | - Propriété de l'Association pour la Préservation du Matériel Ferroviaire Savoyard (APMFS). |       |

### Voitures à voyageurs et fourgons
L'APMFS possède également quelques voitures et fourgons historiques, afin de constituer une rame homogène avec leurs différentes locomotives électriques.
| Matricule                              | Constructeur et date                                  | État actuel | Origine et informations techniques | Photo |
| -------------------------------------- | ----------------------------------------------------- | ----------- | --- | ----- |
| Midi OCEM RA A3B5myfi no 4819          | Ateliers de Construction du Nord de la France, 1924   |             | - 21,57 m, 45,5 t, vitesse maximum : 120 km/h. - Capacité : 58 places assises (18 places en 1e, 40 places en 2e). - Propriété de la SNCF.                                                                                               |       |
| SNCF USI A2t2B2t3 50 87 39-70 010-4    | Ateliers de Construction du Nord de la France, 1972   |             | - 25,5 m, 00,0 t, vitesse maximum : 160 km/h. - Capacité : 63 places assises (25 en 1re classe/ 38 en 2e classe). - Immatriculation UIC : 55 87 39-70 010-9 F-APMFS.                                                                    |       |
| SNCF USI B10t 50 87 20-70 870-2        | Ateliers de Construction du Nord de la France, 1970   |             | - 25,1 m, 00,0 t, vitesse maximum : 160 km/h. - Capacité : 80 places assises (en 2e classe). - Apte à circuler sur le réseau ferré national. - Immatriculation UIC : 55 87 20 70 870-7 F-APMFS.                                         |       |
| SNCF USI B10t 50 87 20-70 907-2        | Ateliers de Construction du Nord de la France, 1971   |             | - 25,1 m, 00,0 t, vitesse maximum : 160 km/h. - Capacité : 80 places assises (en 2e classe). - Immatriculation UIC : 55 87 20-70 907-7 F-APMFS.                                                                                         |       |
| SNCF UIC-Y B5D 50 87 82-70 012-6       | Constructeur inconnu, 1972                            |             | - 24,5 m, 41 t, vitesse maximum : 160 km/h. - Capacité : 40 places assises (en 2e classe). - Apte à circuler sur le réseau ferré national. - Immatriculation UIC : 55 87 82-70 012-1 F-APMFS.                                           |       |
| SNCF UIC-Y B5D 50 87 82-70 061-3       | Constructeur et date inconnus.                        |             | - 24,5 m, 41 t, vitesse maximum : 160 km/h. - Capacité : 40 places assises (en 2e classe). - Immatriculation UIC : 55 87 82-70 061-8 F-APMFS.                                                                                           |       |
| SNCF UIC-Y B7D 50 87 82-70 151-2       | Constructeur inconnu, 1970                            |             | - 24,5 m, 41 t, vitesse maximum : 160 km/h. - Capacité : 56 places assises (en 2e classe). - Immatriculation UIC : 55 87 82-70 151-7 F-APMFS.                                                                                           |       |
| SNCF UIC-Y B10 50 87 20-71 710-9       | Constructeur inconnu, 1971                            |             | - 24,5 m, 00 t, vitesse maximum : 160 km/h. - Capacité : 80 places assises (en 2e classe). - Immatriculation UIC : 55 87 20-71 710-4 F-APMFS.                                                                                           |       |
| SNCF UIC-Y B10 50 87 20-71 723-2       | Constructeur inconnu, 1971                            |             | - 24,5 m, 43 t, vitesse maximum : 160 km/h. - Capacité : 80 places assises (en 2e classe). - Immatriculation UIC : 55 87 20-71 723-7 F-APMFS.                                                                                           |       |
| SNCF UIC-Y A4B5 50 87 39-70 442-9      | Constructeur inconnu, 1971                            |             | - 24,5 m, 42 t, vitesse maximum : 160 km/h. - Capacité : 64 places assises (24 en 1e / 40 en 2e classe). - Apte à circuler sur le réseau ferré national. - Immatriculation UIC : 55 87 39-70 442-4 F-APMFS.                             |       |
| SNCF UIC-Y A4B5 50 87 39-70 669-7      | Constructeur inconnu, 1969                            |             | - 24,5 m, 42 t, vitesse maximum : 160 km/h. - Capacité : 64 places assises (24 en 1e / 40 en 2e classe). - Apte à circuler sur le réseau ferré national. - Immatriculation UIC : 55 87 39-70 669-2 F-APMFS.                             |       |
| SNCF UIC-Y A4B5 50 87 39-70 674-7      | Constructeur inconnu, 1969                            |             | - 24,5 m, 42 t, vitesse maximum : 160 km/h. - Capacité : 64 places assises (24 en 1e / 40 en 2e classe). - Apte à circuler sur le réseau ferré national. - Immatriculation UIC : 55 87 39-70 674-2 F-APMFS.                             |       |
| SNCF UIC-Y A4c4B5c5x 51 87 44-70 127-8 | Compagnie Industrielle de Matériel de Transport, 1973 |             | - 24,5 m, 44 t, vitesse maximum : 160 km/h. - Capacité (1e classe) : 24 places assises ou 16 couchettes réparties en quatre compartiments. - Capacité (2e classe) : 30 places assises ou 30 couchettes réparties en cinq compartiments. |       |

### Voiture spécial
| Matricule                                     | Constructeur et date          | État actuel | Origine et informations techniques | Photo |
| --------------------------------------------- | ----------------------------- | ----------- | --- | ----- |
| SNCF Voiture-Cinéma SCC 51 87 89-80 066-2 Sux | Brissonneau et Lotz, 1966     |             | - 26,4 m, 57 t, vitesse maximum : 000 km/h. - Capacité : 66 places assises + 9 strapontins. - Immatriculation UIC : 55 87 97-92 611-7. |       |
| VAC 102 AFA / Corail VTU 78,1 / Sru           | Constructeur et date inconnus |             | |       |

## Voyages réalisés
L'APMFS organise plusieurs fois par an des circulations de trains à vocation patrimoine sur le Réseau Ferré National et par le passé sur le réseau ferré national italien jusqu'à Turin. Les trains sont principalement au départ de Chambéry et ont eu notamment pour destinations Ambérieu-en-Bugey, Avignon, Bourg-Saint-Maurice, Lyon, Modane, Sète, Annecy.

## Expositions et évènement
L'APMFS participe tous les ans aux Journées Européennes du Patrimoine (JEP) en présentant une partie du matériel qu'elle préserve sous la rotonde de Chambéry et en faisant circuler des trains patrimoine. Elle a également participé à des expositions à Paris, Saint-Gervais, Genève, ... avec son matériel.